# Chantal Maillard
Chantal Maillard (Brussel·les, 1951) escriptora nascuda a Bèlgica i resident a Màlaga i Barcelona. Escriu principalment en castellà. És doctora en filosofia pura.
Es va mudar amb els seus pares belgues a Màlaga el 1963, quan tenia 12 anys. Va estudiar filosofia i religions a la Universitat de Màlaga (llicenciatura i doctorat) i la Universitat de Varanasi. Ha viscut llargues temporades a Varanasi (Benarés), Índia, a la universitat de la qual es va especialitzar en Filosofia i Religió de l'Índia. Exercí de professora d'Estètica i Teoria de les Arts al Departament de Filosofia de la Universitat de Màlaga fins a l'any 2000. Allí també impartí classes d'Estètica i Filosofia Oriental i impulsà la creació de noves assignatures de Filosofia i Estètica comparades. Ha treballat també com a professora de ioga.
És autora de nombrosos assaigs, diaris i poemaris, i ha col·laborat en els diaris ABC i El País.
Ha traduït Henri Michaux al castellà i ha col·laborat amb altres edicions en la difusió del pensament de l'Índia.
Per Matar a Platón, li fou concedit el Premi Nacional de Poesia d'Espanya (2004), i amb Hilos rep el Premi Andalusia de la Crítica i el Premi de la Crítica de poesia castellana (2007).

## Obra

### Poesia
- Azul en re menor. Frigiliana: La Farola, 1982.
- La otra orilla. Coria del Río: Qüásyeditorial, 1990. Premio Juan Sierra 1990
- Hainuwele. Còrdova: Ayuntamiento de Córdoba, 1990. Premio Ciudad de Córdoba 1990
- Poemas a mi muerte. Madrid: La Palma, 1993. Poesía. Premio Ciudad de Santa Cruz de la Palma 1993
- Semillas para un cuerpo. Sòria: Diputación Provincial de Soria, 1998. Premio Leonor 1987
- Conjuros. Madrid: Huerga y Fierro. Editores, S.L., 2001.
- Lógica borrosa. Màlaga: Miguel Gómez Ediciones, 2002.
- Matar a Platón. Barcelona: Tusquets, 2004. Premio Nacional de Poesía 2004
- Hilos, 2007
- La tierra prometida, 2009
- Hainuwele y otros poemas, 2009
- Polvo de avispas. Màlaga, 2011
- Balbuceos. Màlaga, 2012
- La herida en la lengua. Barcelona, 2015

### Assaig
- El monte Lu en lluvia y niebla. Màlaga: Diputación Provincial de Málaga, 1990.
- La creación por la metáfora. Barcelona: Anthropos, 1992.
- El crimen perfecto. Madrid: Tecnos, 1993.
- La sabiduría como estética. Madrid: Akal, 1995.
- La razón estética. Barcelona: Laertes, 1998. Aguado González, Jesús.
- El árbol de la vida. Maillard, Chantal (ed.). Barcelona: Kairós, 2001.
- Filosofía en los días críticos. València: Pre-Textos, 2001, assaig, diari.

### Diaris
- Diarios indios. València: Pre-Textos, 2005.
- Husos. Notas al margen. València: Pre-Textos, 2006.
- Adiós a la India. Màlaga: Puerta del Mar, 2009.

## Premis
- Premio Leonor 1987
- Ciudad de Córdoba 1990
- Premio Juan Sierra 1990
- Ciudad de Santa Cruz de la Palma 1993
- Premio Nacional de Poesía 2004 (Espanya)